# Pareuchiloglanis nebulifer
Pareuchiloglanis nebulifer és una espècie de peix de la família dels sisòrids i de l'ordre dels siluriformes.

## Morfologia
Els mascles poden assolir els 9,6 cm de llargària total.

## Distribució geogràfica
Es troba a Laos.